# Üregi lile
Az üregi lile (Thinornis novaeseelandiae) a madarak osztályának verébalakúak (Passeriformes) rendjébe és a billegetőfélék (Motacillidae) családjába tartozó faj.

## Rendszerezése
A fajt Johann Friedrich Gmelin német természettudós írta le 1789-ben, a Charadrius nembe Charadrius novaeseelandiae néven.

## Előfordulása
Új-Zélandhoz tartozó Chatham-szigetek területén honos. Természetes élőhelyei a homokos és sziklás tengerpartok, valamint füves puszták. Állandó, nem vonuló faj.
Ma már kizárólag a Chatham-szigetek területén honos, de korábban Új-Zéland part menti területein is elterjedt volt, sőt a mára kihalt kacagóbagoly (Sceloglaux albifacies) köpeteiből a szigetek belsejéből, a partoktól több kilométer távolságra is kimutatható volt.
James Cook második óceániai expedíciója során több egyedet is gyűjtöttek be a Déli-sziget területéről. Még a 19. században is megtalálható volt a faj a Déli-szigeten és az Északi-sziget néhány pontján is, de az 1870'-es évek végére a fő szigetekről kihalt a faj. Eltűnésének okai a meghonosodott macskák és patkányok miatt predációs hatás.

## Megjelenése
Testhossza 20 centiméter, testtömege 52–69 gramm.
|  |  |

## Életmódja
Kisebb rákfélékkel, pókokkal, csigákkal, kagylókkal és rovarokkal táplálkozik.

## Természetvédelmi helyzete
Az elterjedési területe rendkívül kicsi, egyedszáma kétszázhúsz alatti. A Természetvédelmi Világszövetség Vörös listáján veszélyeztetett fajként szerepel.